# Kyle Lafferty
Kyle Joseph George Lafferty (Enniskillen, 16 de setembro de 1987) é um futebolista profissional norte-irlandês que atua como atacante, atualmente defende o Linfield.

## Carreira
Kyle Lafferty fez parte do elenco da Seleção Norte-Irlandesa de Futebol da Eurocopa de 2016.